# Paris Underground
Paris Underground ist ein während der deutschen Besatzung von Frankreich spielender, US-amerikanischer Thriller aus dem Jahre 1945. Unter der Regie von Gregory Ratoff spielen Constance Bennett, die den Film auch produziert hat, sowie Gracie Fields und Kurt Kreuger die Hauptrollen. Die 1943 erschienene, gleichnamige Romanvorlage stammte aus den Händen von Etta Shiber.

## Handlung
Als 1940 die Wehrmacht Paris erreicht, leisten sich der französische Diplomat André de Mornay und seine amerikanische Frau Kitty einen hitzigen Streit über ihre vermeintlichen Untreue. Die ein wenig leichtlebige und ungestüme Kitty weist energisch Andrés Vorwürfe zurück. Wütend verlässt sie das eheliche Anwesen und nistet sich vorübergehend bei Emmyline, genannt Emmy, Quayle, ihrer einstigen englischen Gouvernante. Die aber befindet sich im Aufbruch, will sie doch nicht als Engländerin in die Hände des (deutsche) Feindes geraten. Nach einigem Überlegen entschließt sich Kitty dazu, sich Emmyline anzuschließen. Da halb Paris auf der Flucht ist, geraten die beiden bei ihrer in ein Meer von Menschen und Fahrzeugen. Um weiterzukommen, beschließt man, Schleichwege zu benutzen, doch dabei geraten die beiden Frauen an eine deutsche Sperre. Man befiehlt den Frauen, umgehend nach Paris zurückzukehren. Kitty sucht daraufhin Unterschlupf bei einem alten Bekannten, dem Geistlichen Monseigneur Renard, der Kitty und Emmy bei sich aufnimmt. Renard gesteht den beiden, dass er bei sich auch heimlich einen hier gestrandeten britischen Piloten namens Lt. William Gray beherberge, der den Deutschen keinesfalls in die Hände fallen dürfe. 
Die einfallsreiche Kitty bietet an, Gray zu helfen, sich den Deutschen zu entziehen, indem sie ihn im hinteren Teil ihres Autos versteckt und nach Paris bringt, wo sie hofft, dass ihre diplomatischen Freunde ihm weiter helfen. Unterwegs platz ein Reifen von Kittys Auto, und eine deutsche Patrouille unter der Leitung des Hauptmanns Kurt von Weber fährt vorbei. Da dem schmucken Wehrmachtsoffizier Kitty gefällt, besteht von Weber darauf, den Reifen zu wechseln und begleitet sie zurück zu Emmys Haus. Nachdem die Deutschen abgereist sind, verbergen Kitty und Emmy Gray in Emmys vier Wänden. Sieben Tage später ist Gray noch immer dort, da es Kitty nicht gelang, Hilfe zu holen. In dem Bewusstsein, dass die Deutschen jeden töten werden, der dem Feind hilft, kündigt Gray an, die beiden Frauen zu verlassen, um sie nicht weiter zu gefährden. In diesem Moment beginnt die Gestapo die Häuser in der Straße zu durchsuchen und begehren auch Einlass in Emmys Unterkunft. Kitty verbirgt Gray im Kamin Gray. In diesem Moment naht Hilfe, ausgerechnet vom ahnungslosen Hauptmann Weber, der mit Blumen in der Hand Kitty seine Aufwartung machen möchte und die Gestapo-Männer verscheucht. Emmys Nervosität bemerkend, schlägt Kitty dem Deutschen vor, mit ihm zu einer abendlichen Tanzveranstaltung zu gehen, damit Emmy sich derweil um Grays Verschwinden aus ihrem Haus kümmern kann. Durch Zufall nimmt zum selben Zeitpunkt Kittys Gatte André dort seine Abendmahlzeit ein und erahnt ihre Not, in der sie sich befindet. In einem unbemerkten Moment verspricht André, ihr zu helfen und kann es am nächsten Tag in die Wege leiten, dass Kitty, Emmy und Gray ins derzeit noch unbesetzte Vichy-Frankreich geschmuggelt werden. Doch ehe alle drei entschwinden können, wird Emmy von der Gestapo zwecks Befragung abgeholt, und Kitty und Gray müssen sich zunächst allein auf den Weg machen. Kitty entscheidet sich daher, allein nach Paris zurückzukehren um Emmy zu helfen. 
Kitty, die ihrem Mann versprochen hatte, in die USA zurückzukehren, entscheidet sich schließlich um. Sie beteiligt sich an einem geheimen System, mit der Flüchtlinge und im besetzten Frankreich gestrandete alliierte Soldaten sich Botschaften zukommen lassen und beginnt, als Kurier zu arbeiten.  Eines Tages erhält Kitty drei Briefe, darunter einen von einem Pater namens Dominique. Nachdem Kitty und Emmy den Priester befragt haben und davon überzeugt sind, dass er glaubwürdig ist, bringt er sie in den geheimen Keller seiner Kirche, wo er eine große Gruppe alliierter Soldaten versteckt hat. Durch Ziehen von Losen werden zwei Soldaten für eine Flucht vorbereitet. Sie werden daraufhin in Kittys Auto versteckt, um sie zu dem Bäcker Tissier zu bringen. Dort müssen sie erfahren, dass der Mann von den Deutschen soeben erschossen wurde. Kitty entwickelt einen Plan, mit dem die Männer im Rahmen einer Trauerprozession aus dem Gefahrenfeld herausgebracht werden sollen, um sie auf der anderen Seite des Flusses ins Vichy-Gebiet zu bringen. Mit Hilfe des örtlichen Bestatters hat Kittys Plan Erfolg. Kitty und Emmy, mittlerweile patriotische Helfershelfer der Franzosen geworden, nehmen jedoch nicht die Gelegenheit wahr, sich selbst ins Sicherheit zu bringen, sondern beschließen, zurück nach Paris zu gehen und dort für die Résistance im Untergrund zu arbeiten.
Zwei Jahre später. Frustriert darüber, dass ihnen bislang kaum ein feindlicher Pilot in die Hände geraten ist, planen die Deutschen, einen falschen alliierten Piloten einzusetzen, einen Spion. Er soll nach Hilfe im Untergrund suchen und dadurch die Untergrundbewegung aufliegen lassen. Der angebliche Brite nennt sich Lt. Commander Stowe und gelangt über das Fluchtnetzwerk in Emmys Antiquitätengeschäft. Doch Emmy ist misstrauisch, als dieser ein bestimmtes Teegebäck als Kaffeegebäck bezeichnet. In diesem Moment erhält sie einen Anruf mit einer Stimme am anderen Ende der Leitung, die sehr aufgeregt klingt. Emmy erfährt, dass dieser Stowe ein deutscher Agent sein müsse. Stowe dekuvriert sich und ruft in der Gestapo-Zentrale an. Daraufhin schlägt Emmy ihn mit einem Kerzenständer nieder und tötet ihn. Emmy eilt augenblicklich zu ihrem Haus, um Kitty zu warnen. Dort hat sich auch Kittys Mann der sich längst mit seiner Frau wieder versöhnt hat, eingefunden. Ehe alle drei aus dem Gebäude fliehen können, stürmen Hauptmann von Weber und seine Männer das Gebäude. Kitty und André gelingt es, in den Keller zu flüchten, wo sie sich unter der Ofenkohle verstecken, aber Emmy wird festgenommen. Weber, außer sich, dass Kitty ihn derart an der Nase herumgeführt hat, ahnt nicht, dass André ebenfalls anwesend ist. Der Deutsche will keinesfalls gehen, nicht ehe Kitty gefasst wurde. Die schlägt, um wenigstens ihren Mann zu retten,  André nieder und liefert sich aus. Emmy und Kitty erleben nach einem Jahr Gestapo-Gefängnis 1944 ihre Befreiung und fallen einander tränenreich in die Arme. Für ihre tapfere Untergrundtätigkeit werden sie vom befreiten Frankreich mit Medaillen geehrt, die ihnen André an die stolzgeschwellte Brust heftet.

## Produktionsnotizen
Paris Underground, ein Produkt des ausgehenden Zweiten Weltkriegs, entstand zwischen dem 8. Januar und Anfang März 1945 und wurde am 19. Oktober 1945 uraufgeführt. Eine deutsche Aufführung des Films hat es nicht gegeben.
Filmkomponist Alexander Tansman erhielt für seine Kinomusik eine Oscar-Nominierung. Die Filmbauten stammen von Nicolai Remioff und Victor Greene. Gilbert Adrian entwarf Constance Bennetts Kostüme.

## Kritiken
Bosley Crowther schrieb in der The New York Times: „Wir würden heute morgen nur zu gern berichten. dass sich Miss Bennetts Sinn für Theater verbessert hätte, dass ihr Geschmack gestiegen ist. Aber Fairness und Offenheit verbieten dies. Trotz des Etiketts auf ihrem neuen Film und der Tatsache, dass er auf einer Geschichte des französischen Widerstands, wie sie in Etta Shibers Buch erzählt wird, beruht, entpuppt sich der Streifen als ein weiteres Abenteuer mit einem Glamour-Girl – einem Glamour-Girl im besetzten Paris, was nicht sehr geschmackvoll (ausgewählt wurde) für eine solche Story.“
Der Movie & Video Guide nannte den Film eine „gut gespielte Geschichte.“
Halliwell‘s Film Guide fand, der Film sei eine „künstliche und nicht sonderlich aufregende Patriotika.“